# Hebbase, Sagar
Hebbase là một làng thuộc tehsil Sagar, huyện Shimoga, bang Karnataka, Ấn Độ.